# Morena flor
Morena flor è una canzone composta da Vinícius de Moraes e Toquinho, fu incisa per la prima volta dagli stessi autori nel 1971 e incluso nell'album Toquinho & Vinícius. Vinicius de Moraes aveva composto questa canzone per la moglie Gessy Gesse, per lei in seguito comporrà le canzoni Samba de Gesse e Regra três, oltre al sonetto Soneto de Luz e Treva.

## Incisioni
- 2002,  O Grande Encontro, Toquinho, Vinícius e Maria Creuza, 	Som Livre – 4156-2[2]
- 2010, Seu Violão e Suas Canções 2, Toquinho, CD Biscoito Fino